# ラルフ・ドーベル
ラルフ・ドーベル（Ralph Douglas Doubell、1945年2月11日 - ）は、オーストラリアの陸上競技選手。1968年メキシコオリンピック男子800mの金メダリストである。
メキシコオリンピックの開催前の6ヶ月間はアキレス腱のけがにより競技に出場することができなかった。しかし、オリンピックでは、決勝に進出を果たす。
決勝では、圧倒的な優勝候補であったケニアのウィルソン・キプルグトが最終コーナーを回ったところまでリードを保っていたが、ホームストレートで抜き去り1分44秒3の世界タイ記録で金メダルを獲得した。
ミュンヘンオリンピックにはひざのけがのため出場できず引退した。